# 大田大学校
大田大学校（대전대학교、テジョンだいがっこう）とは大韓民国大田広域市にある私立大学。

## 沿革
1980年 - 忠清南道大田市（現在の大田広域市）に林達圭によって創設。3つのキャンパスで構成されている

## 開設学科
8つの単科大学、52の学部で構成されている。

## 有名人
大田大学出身芸能人、有名人
- キム・ミヨン/コメディアン、タレント/デビュー2002 MBC
- リュ・ヒョンジン/野球選手/1987.03.25。 / 2019.12.~2023.12.トロントブルージェイス、2012.12.〜2019.12。 LAドジャース
- ペク・ボンギ/映画俳優、歌手
- ソン・チャンシク/野球選手/1985.03.25。 /デビュー2004ハンファイーグルス入団
- アン・ヨンミョン/野球選手/ 1984.11.19。 /デビュー2003ハンファイーグルス入団
- オ・サンウク/フェンシング選手/1996.09.30。 / 2024年第33回パリオリンピックフェンシング男サーブル団体戦金メダル、2024年第33回パリオリンピックフェンシング男サーブル個人展金メダル
- チョン・エヨン/タレント、映画俳優

## 外側輪
- 大田大学校ホームページ